# Pemberton's French Wine Coca
Pemberton's French Wine Coca var det oprindelige navn for Coca-Cola og skabt af John S. Pemberton.
Opskriften var en variation af coca vinen, Vin Mariani, som blev opfundet af den korsikanske Angelo Mariani. 
Pemberton version kom i 1885, og han udviklede opskrift med uddrag kolanød og John S. Pemberton eksperimenterede med forskellige æteriske olier, men smagen var for bitter, han tilsatte derefter sukker, hvilket gjorde det alt for sødt, men med tilføjelse af citronsyre, blev det bedre.